# Grb Omana
Grb Omana se sastoji od handžar bodeža u koricama iza kojeg se nalaze dva ukrštena mača. To je tradicionalni simbol Omana koji se nalazi i na zastavi, novčanicama, avionima i drugim mjestima.

## Također pogledajte
- Zastava Omana